# Luigi Velani
Luigi Velani (Firenze, 14 giugno 1877 – Roma, 10 settembre 1958) è stato un ingegnere e dirigente pubblico italiano.
Fu direttore generale delle Ferrovie dello Stato (FS).

## Studi
Conseguì la laurea in ingegneria presso l'Università degli Studi di Bologna

## Attività industriale
In servizio dal 1900 presso la Rete Adriatica, fu dirigente del Servizio Trazione.

## Attività nelle Ferrovie dello Stato
Dirigente del Servizio Trazione, diresse le prime campagne dinamometriche sulle locomotive.
Fu poi direttore del Servizio personale e vice direttore generale.
Fu direttore generale dal 1º maggio 1931 al 17 luglio 1944.

## Attività politica
Nel 1940 fu nominato senatore.
Nel dicembre 1943 fu nominato Commissario Ministeriale della città aperta di Roma.

## Vita privata
Sposato con Elisa Sarcoli, ebbe tre figli maschi: Ottorino, Alberto e Bruno.

### Biografia
- Guido Corbellini, Le Ferrovie dello Stato compiono cinquanta anni di vita, in Ingegneria ferroviaria, vol. 9, n. 5-6, maggio-giugno 1955,  pp. 339-354.. Ristampe in volume: Roma, Collegio Ingegneri Ferroviari Italiani, 1955; Roma, Collegio Ingegneri Ferroviari Italiani-Ponte San Nicolò, Duegi, 2002, ISBN 88-900979-0-6
- Armando Bussi, Due vite, tante vite. Storie di ferrovia e di resistenza, Luigi Pellegrini Editore, Cosenza 2022, ISBN 979-12-205-0081-4
- Armando Bussi, Un lavoratore delle rotaie: Luigi Velani, in La rotaia e il treno. Due secoli di sviluppo, a cura di Stefano Maggi, Pacini Editore, 2023, pp. 263-279, ISBN 979-12-5486-319-0